# Борден Паркер Боун
Борден Паркер Боун (14 січня 1847 — 1 квітня 1910 Бостон) — американський філософ і теолог-методист, засновник американського персоналізму, професор (1876—1910), декан факультету філософії і керівник аспірантури Бостонського університету.

## Вчення Боуна
Вчення Боуна — описова версія філософії Канта, відрізняється від повчальної, формальної і логічної версій. В цілому, Боун наслідував традиції Лотце, але надавав більшого значення емпіричним корінням наших знань. Він проводив чітке розмежування між концептуальними припущеннями і реальними доказами. Первинна функція логіки — приведення думок в порядок. Метод Боуна був прикладом феноменології, яка ґрунтується не на чистій логіці, а на припущенні, що ретельне вивчення предмета виявляє його походження і структуру і призводить до його більш докладних описів. Максимум, що ми можемо очікувати від пізнання — більш-менш корисні керівництва до дії. У своєму вченні Боун виділяв практичну природу віри, пізніше названою прагматизмом вірування або науковим методом закріплення віри.
Метафізика Боуна критикує традиційні філософські поняття матерії та існування і пропонує брати за основу поняття процесу. За такий підхід він був зарахований до ідеалістів. Сам Боун вважав, що його варіант плюралістичного об'єктивного ідеалізму цілком узгоджується з існуванням реальності, далеко виходить за межі нашого розуму. Але таку реальність не можна розглядати, як абсолютно незалежну, оскільки ніщо не може бути повністю незалежним на рівні існування. Ключовим принципом в Боунівській метафізиці стало поняття особистості. Що б ми не думали про походження і природу реальності, ця природа узгоджується або принаймні не суперечить існуванню особистостей. Неминучість будь-яких філософських навчань полягає в тому, що всі вони висловлюють точку зору і цінності особистостей. Таким чином, особистість є елементом відносин, який ми з упевненістю можемо використовувати як центральний елемент об'єктивної реальності і, в свою чергу, всіх філософських побудов. Боун піддав критиці «безособові» філософії свого часу. Абсолютний ідеалізм приносить ясну емпіричну множину особистостей, на якому заснований наш досвід, в жертву неперсоніфіковано Абсолюту. Матеріалізм редукує персональну реальність до неперсоніфікованого принципу, який стає повною абстракцією. Неперсоніфіковані версії натуралізму і психологізму, згідно Боуну, страждають аналогічними проблемами.
Персоналізм залишався в центрі уваги філософів до 1930-x років. У теології та етиці він проіснував значно довше і отримав потужний імпульс завдяки римському папі Іоанну Павлу II.